# Чемпіонат світу з трекових велоперегонів 1924
Чемпіонат світу з трекових велоперегонів 1924 проходив з 3 по 10 серпня 1924 року в Парижі, Франція на стадіоні Парк де Пренс. Змагання проводилися у спринті та гонці за лідером серед професіоналів та у спринті серед аматорів. 

## Медалісти

### Чоловіки
Професіонали
| Дисципліна       | Золото        | Срібло         | Бронза               |
| Спринт           | Піт Москопс   | Ернст Кауфманн | Моріс Шіль           |
| Гонка за лідером | Віктор Лінарт | Жорж Серес     | Леопольдо Торрічеллі |

Аматори
| Дисципліна | Золото       | Срібло      | Бронза       |
| Спринт     | Люсьен Мішар | Люсьен Фоше | Генрі Фуллер |

## Загальний медальний залік
| Місце  | Країна          | Золото | Срібло | Бронза | Загалом |
| ------ | --------------- | ------ | ------ | ------ | ------- |
| 1      | Франція         | 1      | 2      | 1      | 4       |
| 2      | Нідерланди      | 1      |        |        | 1       |
| 2      | Бельгія         | 1      |        |        | 1       |
| 4      | Швейцарія       |        | 1      |        | 1       |
| 5      | Італія          |        |        | 1      | 1       |
| 5      | Велика Британія |        |        | 1      | 1       |
| Всього | Всього          | 3      | 3      | 3      | 9       |